# Costa de la Princesa Ragnhild

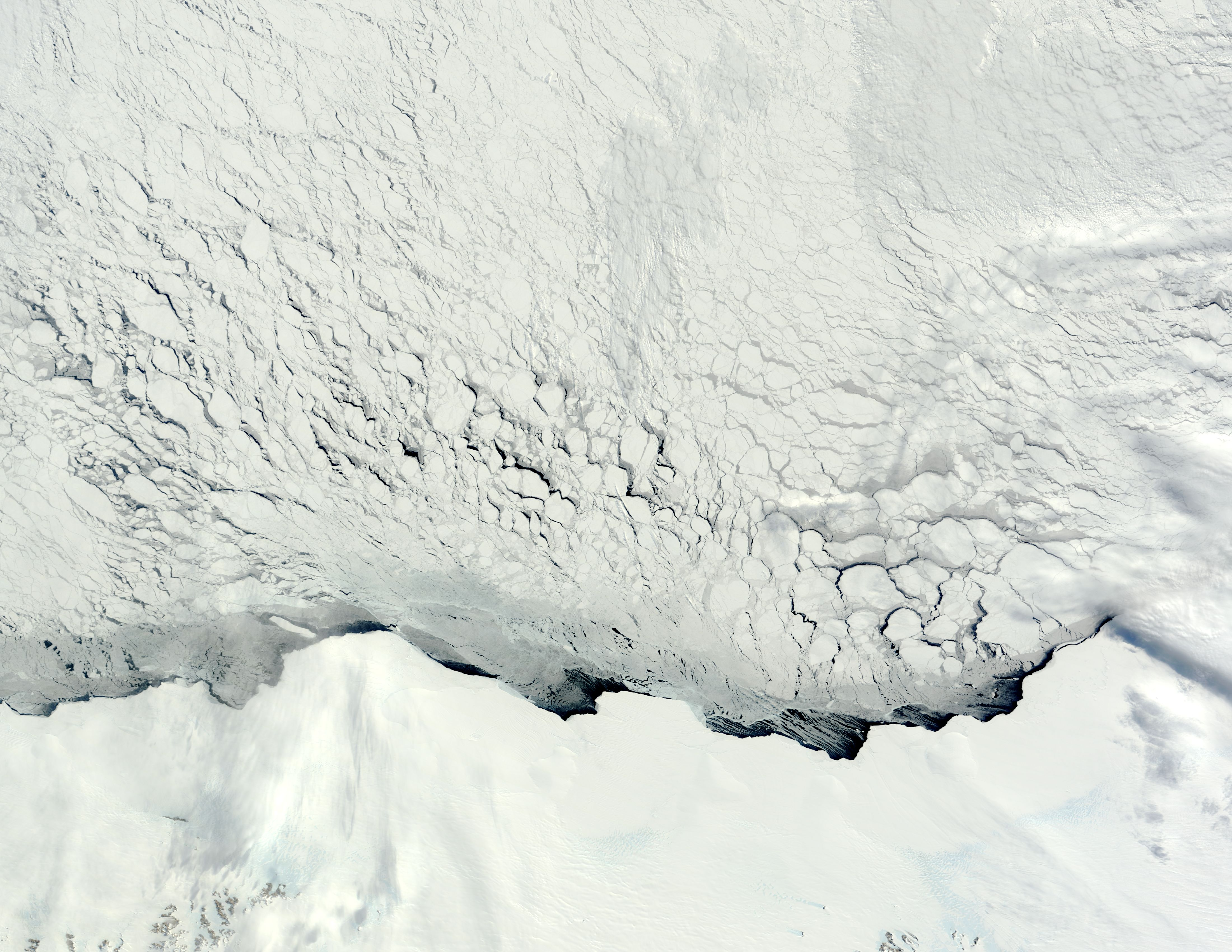
Princesas Astrid y Ragnhild Coasts, Antártida.

La costa de la Princesa Ragnhild (en noruego: Prinsesse Ragnhild Kyst) es la porción de la costa de la Tierra de la Reina Maud en la Antártida, ubicada entre el meridiano 20° Este y la península Riiser-Larsen (68°55′S 34°00′E / -68.917, 34.000). Al oeste limita con la costa de la Princesa Astrid y al este con la costa del Príncipe Harald.
En 1973 el Ministerio de Industria de Noruega, que reclama su soberanía sobre ella, dispuso correr el límite oeste de la costa de la Princesa Ragnhild para abarcar el sector hasta el cabo Sedov (69°30′S 14°45′E / -69.500, 14.750). La reclamación noruega está restringida por los términos del Tratado Antártico.
Toda la costa excepto su extremo oriental, se encuentra bloqueada por barreras de hielo. Fue descubierta por los capitanes Hjalmar Riiser-Larsen y Nils Larsen en reconocimientos aéreos desde el barco Norvegia el 16 de febrero de 1931, y bautizada en honor a la princesa Ragnhild, hija del rey Olaf V de Noruega.
El mar que baña las costas de su reclamación en la Tierra de la Reina Maud es llamado por Noruega mar del Rey Haakon VII, pero para otros países este mar solo se extiende entre el cabo Norvegia (límite con el mar de Weddell) y el meridiano de Greenwich. El mar que baña la parte oriental de la costa de la Princesa Ragnhild suele ser denominado mar de los Cosmonautas, mientras que el que baña la parte de occidental (límite a los 30° Este) suele denominarse mar de Riiser-Larsen.

## Estaciones científicas
A 200 km en el interior de la costa de la Princesa Ragnhild (71°57′S 23°20′E / -71.950, 23.333) se halla Base antártica Princesa Isabel (de verano) de Bélgica, inaugurada el 15 de febrero de 2009, que funciona íntegramente con energía solar y eólica. Sobre la costa (70°26′S 24°18′E / -70.433, 24.300) Bélgica operó la Base Rey Balduino entre 1958 y 1961 (estival), y en colaboración con los Países Bajos entre 1964 y 1967 (estival).
La Base Asuka de Japón operó entre 1985 y diciembre de 1991. El 25 de enero de 1991 Pakistán estableció en las cercanías de las montañas Sør Rondane la Base Antártica Jinnah.